# ミリタリーワールドゲームズ

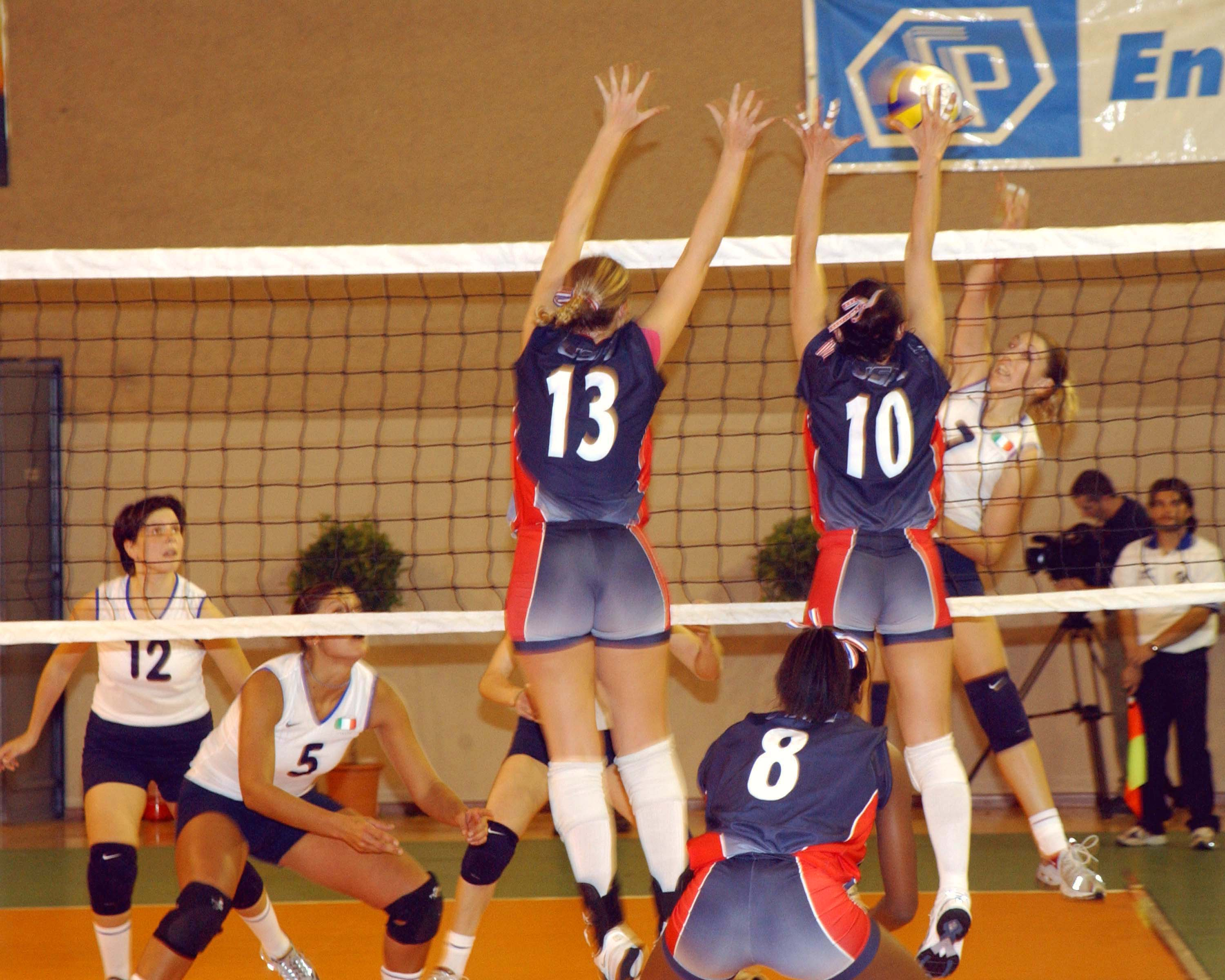
オーストラリア対イタリア（第3回ミリタリーワールドゲームズ・バレーボール競技）

ミリタリーワールドゲームズ（世界軍人競技大会、英: Military World Games）は、国際ミリタリースポーツ評議会 (International Military Sports Council; CISM) によって組織される軍人スポーツ選手のための総合競技大会である。数年にわたって競技ごとに個別の大会が開かれていたが、1995年からこの大会が開催されるようになった。冬季大会は第1回大会が2010年3月20日から25日までイタリアのヴァッレ・ダオスタ州で開催された。

## 大会一覧

### 夏季大会
| 回 | 年   | 開催都市(開催国)              | 開会宣言     |
| -- | ---- | ----------------------------- | ------------ |
| 1  | 1995 | ローマ（ イタリア）           |              |
| 2  | 1999 | ザグレブ（ クロアチア）       |              |
| 3  | 2003 | カターニア（ イタリア）       |              |
| 4  | 2007 | ハイデラバード（ インド）     |              |
| 5  | 2011 | リオデジャネイロ（ ブラジル） | ルセフ大統領 |
| 6  | 2015 | 聞慶市（ 韓国）               | 朴槿恵大統領 |
| 7  | 2019 | 武漢市（ 中国）               | 習近平主席   |

### 冬季大会
| 回 | 年   | 開催都市(開催国)                |
| -- | ---- | ------------------------------- |
| 1  | 2010 | ヴァッレ・ダオスタ（ イタリア） |
| 2  | 2013 | アヌシー（ フランス）           |
| 3  | 2017 | ソチ（ ロシア）                 |

## 実施競技

### 夏季大会
2019年大会において、次の32競技が実施された。
1. アーチェリー（詳細）
2. バドミントン（詳細）
3. バスケットボール（詳細）
4. ボクシング（詳細）
5. 自転車競技（詳細）
6. 馬術（詳細）
7. フェンシング（詳細）
8. サッカー（詳細）
9. ゴルフ（詳細）
10. 柔道（詳細）
11. 近代五種（詳細）
12. オリエンテーリング（詳細）
13. スカイダイビング（詳細）
14. セーリング（詳細）
15. 射撃（詳細）
16. 競泳（詳細）
17. オープンウォータースイミング（詳細）
18. 飛込（詳細）
19. ライフセービング（詳細）
20. 卓球（詳細）
21. テコンドー（詳細）
22. 陸上競技（詳細）
23. マラソン（詳細）
24. トライアスロン（詳細）
25. バレーボール（詳細）
26. ビーチバレー（詳細）
27. レスリング（詳細）
28. 体操（詳細）
29. テニス（詳細）

#### Military Sports

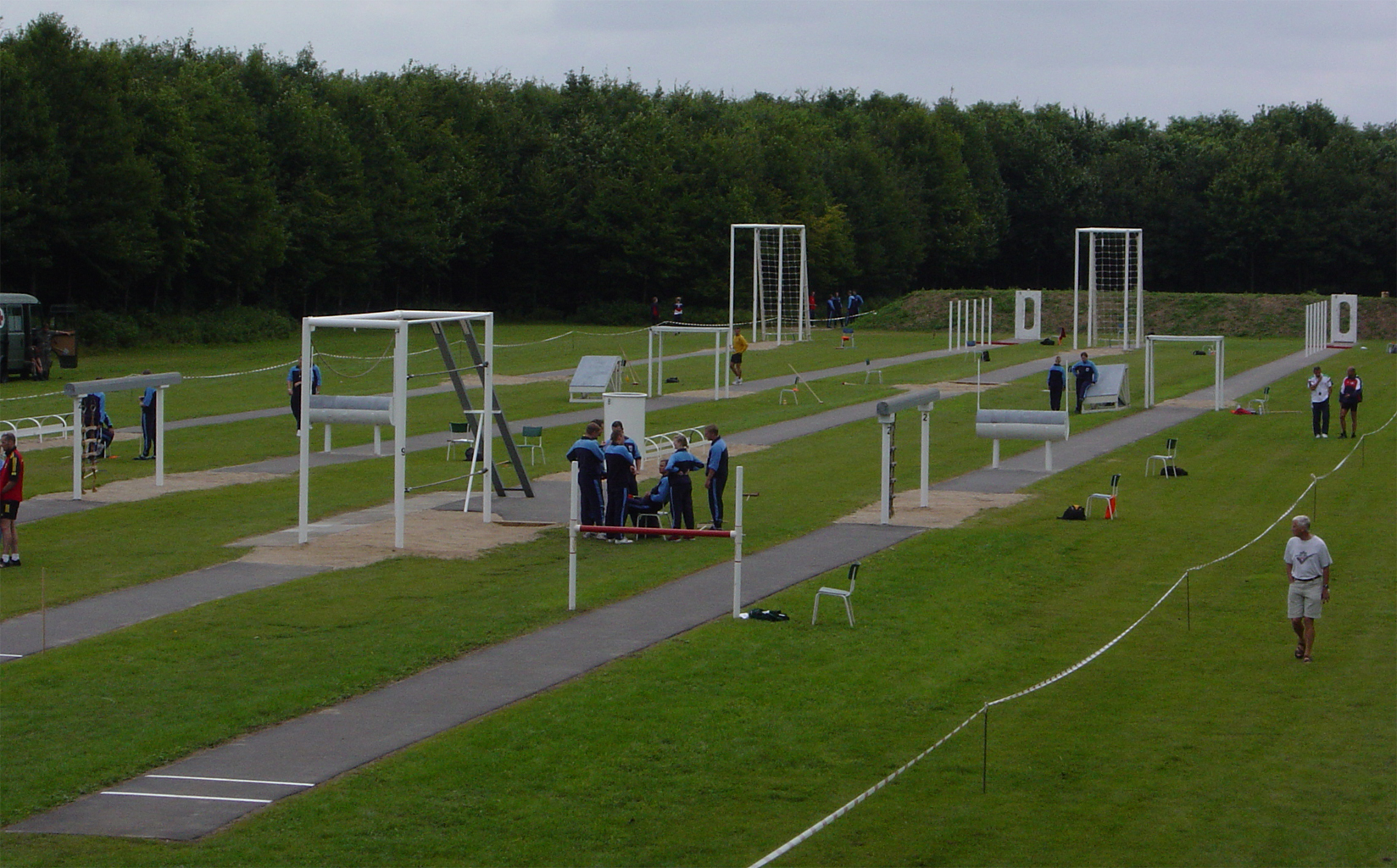
ミリタリーワールドゲームズ2007の海軍五種競技の一つ、「障害物競走」

ミリタリーワールドゲームズにおいて実施される特徴的な競技として、下記の陸海空軍『五種競技』がある。
1. Aeronautical pentathlon
2. Military pentathlon
3. Naval pentathlon

### 冬季大会
2017年の第3回大会では、次の7競技が実施された。
1. 山岳スキー（詳細）
2. スポーツクライミング（詳細）
3. クロスカントリースキー（詳細）
4. アルペンスキー（詳細）
5. バイアスロン（詳細）
6. ショートトラックスピードスケート（詳細）
7. スキー・オリエンテーリング（詳細）